# Sharmin Akthar Momo
Sharmin Akthar Momo (* um 1975, auch Sharmeen Aktar Momo) ist eine Badmintonspielerin aus Bangladesch. 

## Karriere
Sharmin Akthar Momo gewann 1996 ihren ersten nationalen Titel in Bangladesch. Weitere Titelgewinne folgten 1998, 2000 und 2003. In allen vier genannten Jahren siegte sie im Damendoppel, 2003 zusätzlich auch im Mixed.

## Sportliche Erfolge
| Saison | Veranstaltung                  | Disziplin   | Platz | Name                                        |
| ------ | ------------------------------ | ----------- | ----- | ------------------------------------------- |
| 1996   | Bangladeschische Meisterschaft | Damendoppel | 1     | Konika Rani Adhikary / Sharmin Akthar Momo  |
| 1998   | Bangladeschische Meisterschaft | Damendoppel | 1     | Konika Rani Adhikary / Sharmin Akthar Momo  |
| 2000   | Bangladeschische Meisterschaft | Damendoppel | 1     | Konika Rani Adhikary / Sharmin Akthar Momo  |
| 2003   | Bangladeschische Meisterschaft | Mixed       | 1     | Mostofa Mahmmad Jabed / Sharmin Akthar Momo |
| 2003   | Bangladeschische Meisterschaft | Damendoppel | 1     | Sharmin Akthar Momo / Konika Rani Adhikary  |

## Referenzen
- http://www.badmintonbangladesh.org/index.php?option=com_content&view=article&id=90&Itemid=37

| Personendaten    | Personendaten                       |
| ---------------- | ----------------------------------- |
| NAME             | Momo, Sharmin Akthar                |
| ALTERNATIVNAMEN  | Momo, Sharmeen Aktar                |
| KURZBESCHREIBUNG | bangladeschische Badmintonspielerin |
| GEBURTSDATUM     | um 1975                             |